# Bloomsburygruppen

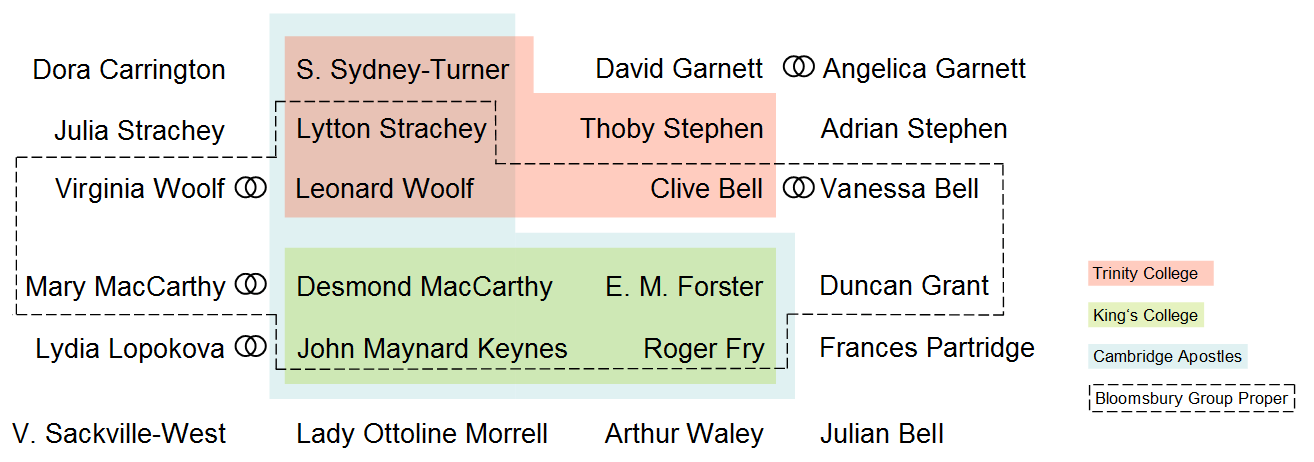
Diagram över medlemmarna i Bloomsburygruppen, med både kärnmedlemmar som Virginia Woolf, Clive Bell, Duncan Grant och Lytton Strachey och mindre välkända medlemmar som David Garnett, Frances
Partridge och Vita Sackville-West.

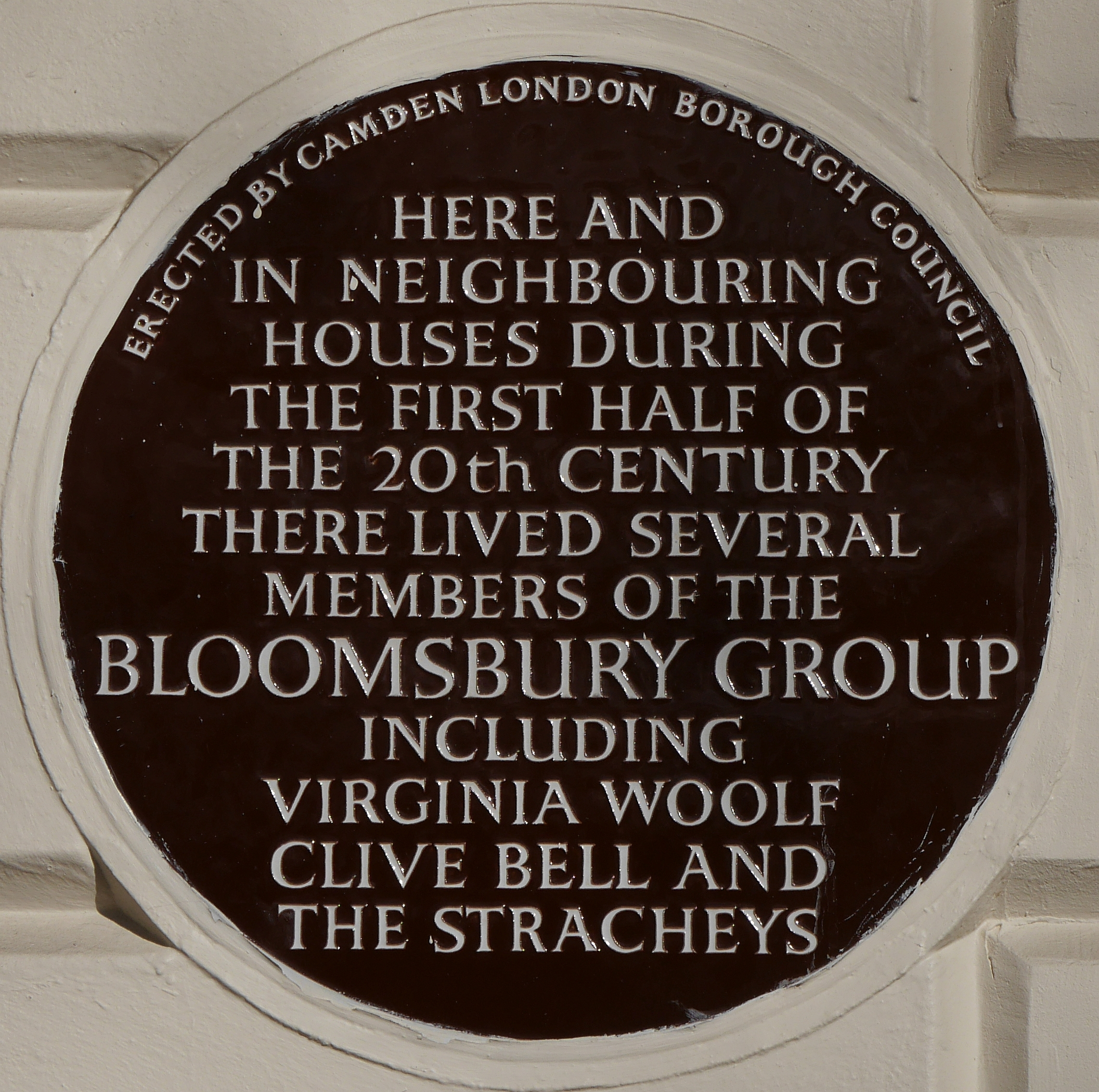
Plakett vid Gordon Square i London där Bloomsburygruppen hade sitt säte.

Bloomsburygruppen (engelska The Bloomsbury Group) var en grupp brittiska intellektuella som från ca 1905 fram till tiden för andra världskriget bildade en informell krets med tydligt inflytande på kulturlivet. Gruppen hade sin bas i Londonstadsdelen Bloomsbury framförallt kring Gordon Square. Flera av medlemmarna hade ett förflutet vid Trinity College i Cambridge. De förhöll sig kritiskt till viktorianska värderingar, och flera av dem var drivande inom den brittiska modernismen.
Till Bloomsburygruppen hörde bland andra Virginia Woolf, Leonard Woolf, E. M. Forster, Lytton Strachey, Clive Bell, Vanessa Bell, Duncan Grant, Dora Carrington, Frances Partridge, Roger Fry och John Maynard Keynes. Bland gruppens övriga medlemmar syns även Virginias och Vanessas bröder psykoanalytikern Adrian Stephen och Thoby Stephen, journalisten Desmond MacCarthy, med hustrun Molly MacCarthy och musikern Saxon Sydney-Turner. 
De flesta medlemmarna i gruppen var gifta med någon annan av medlemmarna. Det hindrade dem dock inte från att ha både hetero- och homosexuella kärleksaffärer med andra i gruppen.
Andra personer som kopplats samman med gruppen är bland andra: sir Harold Nicolson, Vita Sackville-West, Gerald Brenan, T.S. Eliot, Ottoline Morell, Marion Richardson, David Garnett, Sydney Waterlow, Gerald Shove, James Strachey, H. T. J. Norton, Marjorie Strachey, Francis Bell, Frederick och Jesse Etchells, Helen Anrep, Angelica Garnett, Mary Hutchinson och Wyndham Lewis. 
TV-serien Life in Squares skildrar gruppens framväxt och utveckling. Jan Guillous roman Dandy utspelar sig till stor del i denna krets.